# Burgwald
Burgwald település Németországban, Hessen tartományban. Lakosainak száma 4947 fő (2023. december 31.).

## Népesség
A település népességének változása:
| Lakosok száma | 4858 | 4984 | 4969 | 4926 | 5034 | 4947 |
|               | 2014 | 2017 | 2019 | 2021 | 2022 | 2023 |